# 岐阜県の県道一覧
岐阜県の県道一覧（ぎふけんのけんどういちらん）は、岐阜県を通る県道の一覧である。

### 概要
岐阜県・愛知県・三重県および静岡県では、1970年代に県道番号標識設置を前提として改正路線番号制が導入された。岐阜県はやや遅く1977年（昭和52年）2月27日に現行の県道番号が決定、4月1日から現行県道番号制が導入された。三重県との越境主要地方道は1号と25号、長野県との越境主要地方道は2 - 5号、滋賀県との越境主要地方道は6号、福井県との越境主要地方道は7号、富山県との越境主要地方道は8 - 10号、愛知県との越境主要地方道は11 - 20号、県内完結主要地方道は52号以降の2桁となった。
同時に一般県道はすべて3桁に統一され、越境路線は100番台前半に（例外として隣県側に番号を合わせた390号と486号がある。以前は100番台前半だった）、県内完結一般県道は151号以降をエリアごとに細分化となった。
だが、相次ぐ一般国道・主要地方道改正により多くの例外が生じた。
1993年（平成5年）5月の主要地方道改正に伴う平成6年県道番号改正（1994年4月1日施行）では52以降の2桁がパンクしたため30番台や40番台の欠番（50号を含む）も使われるようになった。
2018年（平成30年）4月1日現在、岐阜県における県道は283路線（実延長3,106.9 km）あり、このうち主要地方道は75路線（実延長1,433.4 km）、一般県道は208路線（実延長1,673.4 km）である。

## 主要地方道

### 1 - 40（広域路線）
- 1 岐阜南濃線 【ぎふ・なんのう】[注 1]
- 2 （欠番）[注 2]
- 3 福岡坂下線【ふくおか・さかした】[注 3]
- 4 （欠番）[注 4]
- 5 乗鞍公園線 【のりくらこうえん】一般車通行不可。
- 6 中津川田立線 【なかつがわ・ただち】旧・中津川山口線。（長野県と共通）[注 5]
- 7 中津川南木曽線 【なかつがわ・なぎそ】（長野県と共通）[注 6]
- 8 津島南濃線 【つしま・なんのう】（愛知県と共通）
- 9 （欠番）[注 7]
- 10 （欠番）[注 8]
- 11 豊田明智線 【とよた・あけち】（愛知県と共通）
- 12 （欠番）[注 9]
- 13 豊田多治見線 【とよた・たじみ】（愛知県と共通）
- 14 岐阜稲沢線 【ぎふ・いなざわ】（愛知県と共通）[注 10]
- 15 名古屋多治見線 【なごや・たじみ】（愛知県と共通）
- 16 多治見犬山線 【たじみ・いぬやま】（愛知県と共通）
- 17 江南関線 【こうなん・せき】（愛知県と共通）
- 18 大垣一宮線 【おおがき・いちのみや】（愛知県と共通）
- 19 土岐足助線 【とき・あすけ】（愛知県と共通）
- 20 瑞浪大野瀬線 【みずなみ・おおのせ】（愛知県と共通）
- 21 （欠番）[注 11]
- 22 （欠番）
- 23 北方多度線 【きたがた・たど】（三重県と共通）
- 24 （欠番）
- 25 南濃北勢線 【なんのう・ほくせい】（三重県と共通）
- 26 （欠番）
- 27 春日井各務原線 【かすがい・かかみがはら】（愛知県と共通）
- 28 （欠番）
- 29 （欠番）[注 12]
- 30 羽島養老線 【はしま・ようろう】（1994 - ）
- 31 岐阜垂井線 【ぎふ・たるい】（1994 - ）
- 32 春日揖斐川線 【かすが・いびがわ】（1994 - ）
- 33 瑞浪上矢作線 【みずなみ・かみやはぎ】（1994 - ）
- 34 利賀河合線 【とが・かわい】（富山県と共通。旧県道21号）
- 35 - 38 （欠番）
- 39 奈川野麦高根線 【なかわ・のむぎ・たかね】（長野県と共通）
- 40 山東本巣線 【さんとう・もとす】（滋賀県と共通）

### 41 - 50（インター線他）
- 41  - 44 （欠番）
- 45 高鷲インター線 【たかすインター】（1994 - ）
- 46 岐阜羽島インター線 【ぎふはしまインター】（1994 - ）
- 47 瑞浪インター線 【みずなみインター】（1994 - ）
- 48 - 49 （欠番）
- 50 大垣環状線 【おおがきかんじょう】（1994 - ）

### 52 - 54（岐阜地域）
- 52 白鳥板取線 【しろとり・いたどり】[注 13]
- 53 岐阜関ケ原線 【ぎふ・せきがはら】
- 54 岐阜停車場線 【ぎふていしゃじょう】

### 55 - 57（西濃地域）
- 55 （欠番）[注 14]
- 56 南濃関ケ原線 【なんのう・せきがはら】
- 57 大垣停車場線 【おおがきていしゃじょう】

### 58 - 64（中濃地域）
- 58 関金山線 【せき・かなやま】
- 59 北野乙狩線 【きたの・おとがり】[注 15]
- 60 美濃関停車場線 【みのせきていしゃじょう】
- 61 大和美並線 【やまと・みなみ】[注 16]
- 62 下呂白川線 【げろ・しらかわ】[注 17]
- 63 美濃加茂和良線 【みのかも・わら】[注 18]
- 64 可児金山線 【かに・かなやま】

### 65 - 72（東濃地域）
- 65 恵那御嵩線 【えな・みたけ】
- 66 多治見恵那線 【たじみ・えな】
- 67 多治見停車場線 【たじみていしゃじょう】
- 68 恵那白川線 【えな・しらかわ】
- 69 土岐市停車場細野線 【ときていしゃじょう・ほその】[注 19]
- 70 白川福岡線 【しらかわ・ふくおか】[注 20]
- 71 中津川停車場線 【なかつがわていしゃじょう】
- 72 恵那蛭川東白川線 【えな・ひるかわ・ひがししらかわ】[注 21]

### 73 - 77（飛騨地域）
- 73 高山清見線 【たかやま・きよみ】[注 22]
- 74 高山停車場線 【たかやまていしゃじょう】
- 75 神岡河合線 【かみおか・かわい】[注 23]
- 76 国府見座線 【こくふ・みざ】
- 77 岐阜環状線 【ぎふかんじょう】[注 24]

### 78 - 90（1983年追加路線）
- 78 岐阜大野線 【ぎふ・おおの】
- 79 関本巣線 【せき・もとす】
- 80 美濃川辺線 【みの・かわべ】
- 81 美濃洞戸線 【みの・ほらど】
- 82 白鳥明宝線 【しろとり・めいほう】
- 83 多治見白川線 【たじみ・しらかわ】
- 84 土岐可児線 【とき・かに】
- 85 金山上之保線 【かなやま・かみのほ】
- 86 金山明宝線 【かなやま・めいほう】
- 87 久々野朝日線 【くぐの・あさひ】
- 88 下呂小坂線 【げろ・おさか】
- 89 高山上宝線 【たかやま・かみたから】
- 90 古川清見線 【ふるかわ・きよみ】

### 91 - 98（1994年追加路線）
- 91 岐阜美山線 【ぎふ・みやま】
- 92 岐阜巣南大野線 【ぎふ・すなみ・おおの】
- 93 川島三輪線 【かわしま・みわ】
- 94 岐阜美濃線 【ぎふ・みの】
- 95 芋島鵜沼線 【いもじま・うぬま】
- 96 大垣養老公園線 【おおがき・ようろうこうえん】
- 97 富加七宗線 【とみか・ひちそう】
- 98 宮萩原線 【みや・はぎわら】

## 一般県道
越境路線は隣県側に合わせた390号、486号を除き101 - 150号のいずれかとなっている。

### 101 - 139（越境路線）
- 101 月瀬上矢作線 【つきせ・かみやはぎ】（長野県・愛知県と共通）
- 102 （欠番）[注 25]
- 103 （欠番）[注 26]
- 104 （欠番）[注 27]
- 105 （欠番）[注 28]
- 106 桑名海津線 【くわな・かいづ】（三重県と共通）
- 107 時下野尻線 【とき・しものじり】（三重県と共通）[注 29]
- 108 （欠番）[注 30]
- 109 上仁木明智線 【かみにぎ・あけち】（愛知県と共通）
- 110 （欠番）
- 111 平畑土岐線 【ひらはた・とき】（愛知県と共通）
- 112 上渡合土岐線 【かみどあい・とき】（愛知県と共通）
- 113 善師野多治見線 【ぜんじの・たじみ】（愛知県と共通）
- 114 一宮各務原線 【いちのみや・かかみがはら】（愛知県と共通）
- 115 一宮川島線 【いちのみや・かわしま】（愛知県と共通）
- 116 （欠番）
- 117 津島海津線 【つしま・かいづ】（愛知県と共通）
- 118 羽島稲沢線 【はしま・いなざわ】（愛知県と共通）
- 119 津島立田海津線 【つしま・たつた・かいづ】（愛知県と共通）[注 31]
- 120 （欠番）[注 32]
- 121 長洞犬山線 【ながほら・いぬやま】（愛知県と共通）
- 122 御嵩犬山線 【みたけ・いぬやま】（愛知県と共通）
- 123 市之倉内津線 【いちのくら・うつつ】（愛知県と共通）
- 124 （欠番）
- 125 佐屋多度線 【さや・たど】（愛知県・三重県と共通）
- 126 養老公園庭田線 【ようろうこうえん・にわだ】（三重県と共通）
- 127 白山中居神社朝日線 【はくさんちゅうきょじんじゃ・あさひ】（福井県と共通）
- 128 （欠番）[注 33]
- 129 （欠番）[注 34]
- 130 （欠番）[注 35]
- 131 - 133 （欠番）
- 134 桑原祖父江線 【くわばら・そぶえ】（愛知県と共通）
- 135 - 138 （欠番）
- 139 上石津多賀線 【かみいしづ・たが】（滋賀県と共通）

### 151 - 208（岐阜地域）
- 151 岐阜羽島線 【ぎふ・はしま】
- 152 岐阜各務原線 【ぎふ・かかみがはら】
- 153 羽島茶屋新田線 【はしま・ちゃやしんでん】
- 154 笠松墨俣線 【かさまつ・すのまた】
- 155 （欠番）[注 36]
- 156 曽井中島美江寺大垣線 【そいなかじま・みえじ・おおがき】
- 157 鶉羽島線 【うずら・はしま】
- 158 （欠番）[注 37]
- 159 北方真正大野線 【きたがた・しんせい・おおの】
- 160 （欠番）[注 38]
- 161 （欠番）[注 39]
- 162 （欠番）[注 40]
- 163 墨俣合渡岐阜線 【すのまた・ごうど・ぎふ】
- 164 鶉笠松線 【うずら・かさまつ】
- 165 小熊正木線 【おぐま・まさき】
- 166 桑原下中線 【くわばら・しもなか】
- 167 金原上西郷線 【きんばら・かみさいごう】
- 168 屋井黒野線 【やい・くろの】
- 169 石神七五三線 【いしがみ・しめ】
- 170 田之上屋井線 【たのかみ・やい】
- 171 美江寺西結線 【みえじ・にしむすぶ】
- 172 牛牧墨俣線 【うしき・すのまた】
- 173 文殊茶屋新田線 【もんじゅ・ちゃやしんでん】
- 174 伊自良高富線 【いじら・たかとみ】
- 175 岐阜岐南線 【ぎふ・ぎなん】
- 176 安食粟野線 【あじき・あわの】
- 177 下印食笠松線 【しもいんじき・かさまつ】
- 178 下中屋笠松線 【しもなかや・かさまつ】
- 179 中野上印食線 【なかの・かみいんじき】
- 180 松原芋島線 【まつばら・いもじま】
- 181 岐阜那加線【ぎふ・なか】[注 41]
- 182 美山洞戸線 【みやま・ほらど】
- 183 正木岐阜線 【まさき・ぎふ】
- 184 下中笠松線 【しもなか・かさまつ】
- 185 伊自良本巣線 【いじら・もとす】
- 186 （欠番）[注 42]
- 187 岐阜停車場城南線 【ぎふていしゃじょう・じょうなん】
- 188 穂積停車場線 【ほづみていしゃじょう】
- 189 （欠番）[注 43]
- 190 （欠番）[注 44]
- 191 （欠番）[注 45]
- 192 （欠番）[注 46]
- 193 大垣江南線【おおがき・こうなん】（愛知県道と共通）[注 47]
- 194 茶屋新田堀津線 【ちゃやしんでん・ほっつ】
- 195 岐阜千本松原公園自転車道線 【ぎふせんぼんまつばらこうえんじてんしゃどう】
- 196 柿野谷合線 【かきの・たにあい】
- 197 （欠番）[注 48]
- 198 （欠番）[注 49]
- 199 竹鼻停車場線 【たけはなていしゃじょう】
- 200 神崎高富線【かんざき・たかとみ】[注 50]
- 201 溝口下白金線 【みぞぐち・しもしろがね】
- 202 （欠番）[注 51]
- 203 岐阜小倉公園自転車道線 【ぎふおぐらこうえんじてんしゃどう】
- 204 穂積巣南線 【ほづみ・すなみ】
- 205 長森各務原線 【ながもり・かかみがはら】
- 206 岐阜羽島停車場線 【ぎふはしまていしゃじょう】
- 207 各務原美濃加茂線 【かかみがはらみのかも】[注 52]
- 208 岐阜インター線 【ぎふインター】[注 53]

### 211 - 241（大垣地域）
- 211（欠番）[注 54]
- 212 大垣大野線 【おおがき・おおの】
- 213 養老平田線 【ようろう・ひらた】
- 214 養老赤坂線 【ようろう・あかさか】
- 215 養老垂井線 【ようろう・たるい】
- 216 赤坂垂井線 【あかさか・たるい】
- 217 赤坂神戸線 【あかさか・ごうど】
- 218 木曽三川公園線 【きそさんせんこうえん】
- 219 安八平田線 【あんぱち・ひらた】
- 220 安八海津線 【あんぱち・かいづ】
- 221 （欠番）[注 55]
- 222 成戸平田線 【なりと・ひらた】
- 223 （欠番）[注 56]
- 224 （欠番）[注 57]
- 225 小倉烏江大垣線 【おぐら・からすえ・おおがき】
- 226 飯田島里線 【いいだ・しまざと】
- 227 牧田室原線 【まきだ・むろはら】
- 228 栗原青野線 【くりはら・あおの】
- 229 牧田関ケ原線 【まきだ・せきがはら】
- 230 柳瀬赤坂線 【やなぜ・あかさか】（大島赤坂線から名称変更）
- 231 荒尾笠縫線 【あらお・かさぬい】
- 232 今尾大垣線 【いまお・おおがき】
- 233 （欠番）[注 58]
- 234 垂井停車場線 【たるいていしゃじょう】
- 235 （欠番）[注 59]
- 236 関ケ原停車場線 【せきがはらていしゃじょう】
- 237 西大垣停車場線 【にしおおがきていしゃじょう】
- 238 （欠番）
- 239 （欠番）[注 60]
- 240 （欠番）[注 61]
- 241 大垣池田線 【おおがき・いけだ】

### 251 - 274（揖斐地域）
- 251 揖斐川谷汲山線 【いびがわ・たにぐみさん】
- 252 （欠番）
- 253 （欠番）[注 62]
- 254 藤橋池田線 【ふじはし・いけだ】
- 255 根尾谷汲大野線[注 63]
- 256 霞間ヶ谷線 【かまがたに】
- 257 川合垂井線 【かわい・たるい】
- 258 （欠番）[注 64]
- 259 市場池田線 【いちば・いけだ】
- 260 宮地片山線 【みやじ・かたやま】
- 261 脛永万石線 【はぎなが・まんごく】
- 262 （欠番）[注 65]
- 263 本庄揖斐川線 【ほんじょう・いびがわ】
- 264 （欠番）[注 66]
- 265 中之元古川線 【なかのもと・ふるかわ】
- 266 深坂大野線 【ふかさか・おおの】
- 267 神原揖斐川線 【かんばら・いびがわ】
- 268 神原西津汲線 【かんばら・にしつくみ】
- 269 池野停車場線 【いけのていしゃじょう】
- 270 藤橋根尾線 【ふじはし・ねお】
- 271 揖斐峡公園線 【いびきょうこうえん】
- 272 池田神戸線 【いけだ・ごうど】
- 273 池田揖斐川大野線 【いけだ・いびがわ・おおの】
- 274 揖斐高原線 【いびこうげん】

### 281 - 300（関地域）
- 281 関美濃線 【せき・みの】
- 282（欠番）[注 67]
- 283 - 284 （欠番）
- 285 （欠番）[注 68]
- 286 神野美濃線 【かみの・みの】
- 287 上白金真砂線 【かみしろがね・まさご】
- 288 下河和美濃洲原停車場線 【しもこうわ・みのすはらていしゃじょう】
- 289 （欠番）[注 69]
- 290 上野関線 【かみの・せき】
- 291 御手洗立花線 【みたらい・たちばな】
- 292 - 293 （欠番）
- 294 上之保下袋坂線 【かみのほ・しもふくろさか】
- 295 関記念公園線 【せききねんこうえん】
- 296 美濃市停車場線 【みのしていしゃじょう】
- 297 - 298 （欠番）
- 299 （欠番）[注 70]
- 300 （欠番）[注 71]

### 311 - 329（郡上地域）
- 311（欠番）[注 72]
- 312（欠番）
- 313（欠番）[注 73]
- 314 石徹白前谷線 【いとしろ・まえだに】
- 315 白山内ヶ谷線 【はくさん・うちがたに】
- 316 鮎立恩地線 【あゆたて・おんじ】
- 317 剣大間見白鳥線 【つるぎ・おおまみ・しろとり】
- 318 寒水徳永線 【かのみず・とくなが】
- 319 寒水八幡線 【かのみず・はちまん】
- 320 有穂中坪線 【ありほ・なかつぼ】
- 321 ひるがの高原線 【ひるがのこうげん】
- 322 （欠番）[注 74]
- 323 （欠番）[注 75]
- 324 白山美濃線 【はくさん・みの】
- 325 大原富之保線 【おおはら・とみのほ】
- 326 美濃白鳥停車場線 【みのしろとりていしゃじょう】
- 327 八幡停車場線 【はちまんていしゃじょう】
- 328 安久田吉野線 【あくだ・よしの】
- 329 美並和良明宝線 【みなみ・わら・めいほう】[注 76]

### 341 - 371（可茂地域）
- 341 御嵩可児線 【みたけ・かに】
- 342 （欠番）[注 77]
- 343 富加美濃線 【とみか・みの】
- 344 （欠番）[注 78]
- 345 （欠番）[注 79]
- 346 富加坂祝線 【とみか・さかほぎ】
- 347 蜂屋太田線 【はちや・おおた】
- 348 山之上古井線 【やまのうえ・こび】
- 349 菅刈今渡線 【すげかり・いまわたり】
- 350 野上古井線 【のがみ・こび】
- 351 御嵩川辺線 【みたけ・かわべ】
- 352 大西瑞浪線 【おおにし・みずなみ】
- 353 篠原八百津線 【すずはら・やおつ】
- 354 上麻生停車場線 【かみあそうていしゃじょう】
- 355 - 357 （欠番）
- 358 井尻八百津線 【いじり・やおつ】
- 359 越原付知線 【おっぱら・つけち】
- 360 （欠番）[注 80]
- 361 可児川停車場日本ライン公園線 【かにがわていしゃじょう・にほんラインこうえん】
- 362 （欠番）[注 81]
- 363 可児停車場線 【かにていしゃじょう】
- 364 大平賀富加停車場線 【おおひらが・とみかていしゃじょう】[注 82]
- 365 （欠番）[注 83]
- 366 飛騨木曽川公園線 【ひだきそがわこうえんせん】
- 367 勝山山田線 【かつやま・やまだ】
- 368 - 370 （欠番）
- 371 美濃加茂川辺線【みのかも・かわべ】[注 84]

### 381 - 394（土岐地域）
- 381 多治見八百津線 【たじみ・やおつ】
- 382 土岐南多治見インター線 【ときみなみたじみインター】
- 383 日吉釜戸線 【ひよし・かまど】
- 384 （欠番）
- 385 河合多治見線 【かわい・たじみ】
- 386 上山田寺河戸線 【かみやまだ・てらかわど】
- 387 下石笠原市之倉線 【おろし・かさはら・いちのくら】
- 388 妻木笠原線 【つまぎ・かさはら】
- 389 瑞浪停車場線 【みずなみていしゃじょう】
- 390 扶桑各務原線 【ふそう・かかみがはら】（愛知県と共通）[注 85]
- 391 （欠番）
- 392 肥田下石線 【ひだ・おろし】
- 393 （欠番）
- 394 大湫恵那線 【おおくて・えな】

### 401 - 421（恵那地域）
- 401 恵那峡公園線 【えなきょうこうえん】
- 402 中野方七宗線 【なかのほう・ひちそう】
- 403 下明智線 【しも・あけち】
- 404 （欠番）[注 86]
- 405 下手向陶線 【しもとうげ・すえ】
- 406 久保原阿木線 【くぼはら・あぎ】
- 407 阿木大井線 【あぎ・おおい】
- 408 中野方苗木線 【なかのほう・なえぎ】
- 409 （欠番）[注 87]
- 410 苗木恵那線 【なえぎ・えな】
- 411 裏木曽公園線 【うらきそこうえん】
- 412 恵那八百津線 【えな・やおつ】
- 413 東野中津川線 【ひがしの・なかつがわ】
- 414 武並停車場線 【たけなみていしゃじょう】
- 415 恵那停車場線 【えなていしゃじょう】
- 416 岩村停車場線 【いわむらていしゃじょう】
- 417 串原明智山岡線 【くしはら・あけち・やまおか】
- 418 （欠番）[注 88]
- 419 坂下停車場線 【さかしたていしゃじょう】
- 420 美乃坂本停車場線 【みのさかもとていしゃじょう】
- 421 武並土岐多治見線 【たけなみ・とき・たじみ】

### 431 - 442（下呂地域）
- 431 下山名丸線 【しもやま・なまる】
- 432 門和佐瀬戸線 【かどわさ・せと】
- 433 - 434 （欠番）
- 435 御岳山朝日線 【おんたけさん・あさひ】
- 436 田口洞線 【たぐち・ほら】
- 437 湯屋温泉線 【ゆやおんせん】
- 438 （欠番）[注 89]
- 439 飛騨萩原停車場線 【ひだはぎわらていしゃじょう】
- 440 乗政下呂停車場線 【のりまさ・げろていしゃじょう】
- 441 濁河温泉線 【にごりごおんせん】[注 90]
- 442 白草山公園線 【しらくさやまこうえん】

### 451 - 463（高山地域）
- 451 白山公園線 【はくさんこうえん】
- 452 惣則高鷲線 【そうのり・たかす】
- 453 宮清見線 【みや・きよみ】
- 454 （欠番）[注 91]
- 455 段久々野線 【だん・くぐの】
- 456 （欠番）
- 457 （欠番）[注 92]
- 458 町方高山線 【まちかた・たかやま】
- 459 白井北方線 【しろい・きたがた】
- 460 石浦陣屋下切線 【いしうら・じんや・しもぎり】
- 461 （欠番）[注 93]
- 462 岩井高山停車場線 【いわい・たかやまていしゃじょう】
- 463 朝日高根線 【あさひ・たかね】

### 471 - 486（北飛地域）
- 471 谷高山線 【たに・たかやま】
- 472 （欠番）[注 94]
- 473 鼠餅古川線 【ねずもち・ふるかわ】
- 474 （欠番）[注 95]
- 475 槍ヶ岳公園線 【やりがだけこうえん】
- 476 古川国府線 【ふるかわ・こくふ】
- 477 長倉神岡線 【ながくら・かみおか】
- 478 清見河合線 【きよみ・かわい】
- 479 古川宇津江四十八滝国府線 【ふるかわ・うつえしじゅうはちたき・こくふ】
- 480 飛騨古川停車場線 【ひだふるかわていしゃじょう】
- 481 坂上停車場線 【さかかみていしゃじょう】
- 482 新田飛騨国府停車場線 【しんでん・ひだこくふていしゃじょう】
- 483 稲越角川停車場線 【いなごえ・つのがわていしゃじょう】
- 484 打保神岡停車場線 【うつぼ・かみおかていしゃじょう】
- 485 平湯久手線 【ひらゆ・くて】旧国道158号。
- 486 王滝加子母付知線（長野県と共通） 【おうたき・かしも・つけち】岐阜・長野両県境部不通。